# Абер Лилен
Абер Лилен (фр. Habère-Lullin) насеље је и општина у источној Француској у региону Рона-Алпи, у департману Горња Савоја која припада префектури Тонон ле Бен.
По подацима из 2011. године у општини је живело 845 становника, а густина насељености је износила 95,37 становника/km². Општина се простире на површини од 8,86 km². Налази се на средњој надморској висини од 856 метара (максималној 1.597 m, а минималној 790 m).

## Демографија
| 1962. | 1968. | 1975. | 1982. | 1990. | 1999. | 2011. |
| ----- | ----- | ----- | ----- | ----- | ----- | ----- |
| 349   | 374   | 370   | 395   | 514   | 634   | 845   |

График промене броја становника у току последњих година